# Fontaine-l’Étalon
Fontaine-l’Étalon ist eine französische Gemeinde mit 94 Einwohnern (Stand 1. Januar 2022) im Département Pas-de-Calais in der Region Hauts-de-France. Sie gehört zum Arrondissement Arras Kanton, zum Kanton Auxi-le-Château und zum Kommunalverband Ternois.

## Lage
Die Gemeinde Fontaine-l’Étalon liegt im Südwesten des Artois auf einem Plateau zwischen den Flüssen Canche und Authie, 25 Kilometer südöstlich von Montreuil-sur-Mer. Nachbargemeinden von Fontaine-l’Étalon sind Vacqueriette-Erquières im Norden, Quœux-Haut-Maînil im Osten, Gennes-Ivergny im Süden, Caumont im Südwesten sowie Chériennes im Nordwesten.

## Bevölkerungsentwicklung
| Jahr                       | 1962 | 1968 | 1975 | 1982 | 1990 | 1999 | 2006 | 2015 | 2022 |
| -------------------------- | ---- | ---- | ---- | ---- | ---- | ---- | ---- | ---- | ---- |
| Einwohner                  | 201  | 160  | 143  | 124  | 124  | 112  | 123  | 106  | 94   |
| Quellen: Cassini und INSEE |      |      |      |      |      |      |      |      |      |

## Sehenswürdigkeiten
- Kirche Saint-Firmin

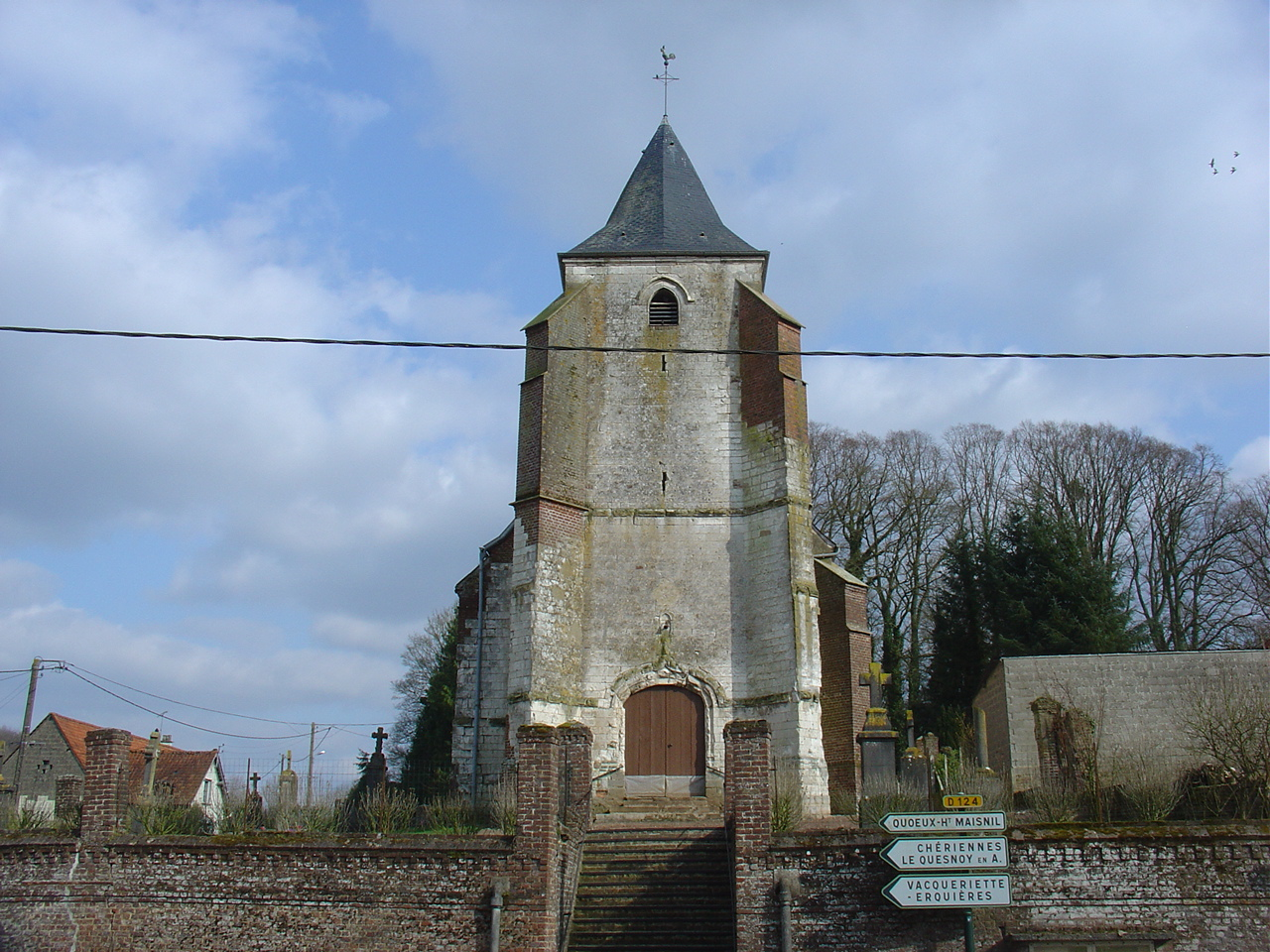
Kirche Saont-Firmin
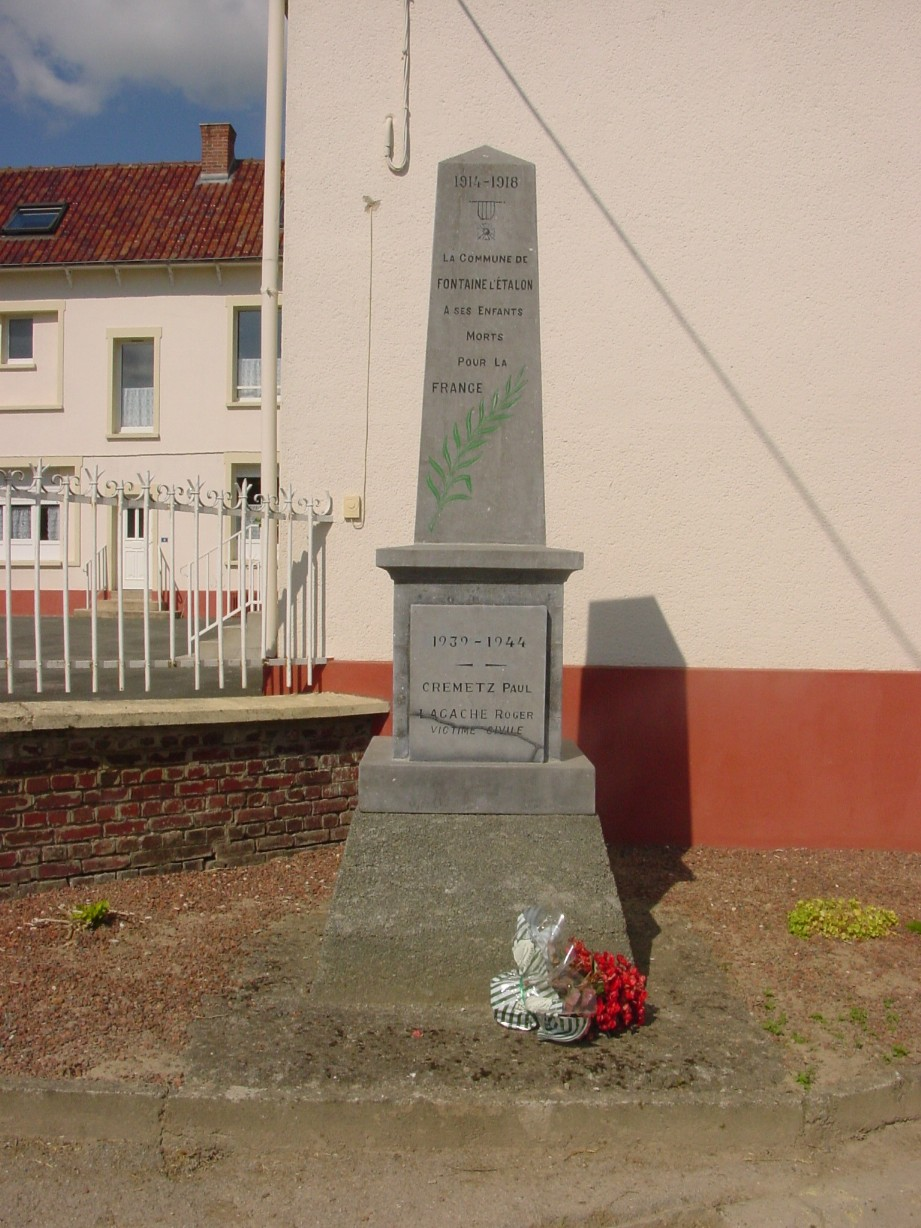
Gefallenendenkmal